# San Miguel Tepezontes
San Miguel Tepezontes è un comune del dipartimento di La Paz, in El Salvador.
L'economia si basa sulla coltura di caffè, grano, fagioli e frutti tropicali.